# Ned Bolcar
Ned Francis Bolcar (Phillipsburg, 12 gennaio 1967) è un ex giocatore di football americano statunitense che ha militato nel ruolo di linebacker nella  National Football League (NFL).

## Carriera
Al college Bolcar fu il capitano dei Notre Dame Fighting Irish che vinsero il campionato NCAA nel 1988. Fu scelto nel corso del sesto giro (147º assoluto) del Draft 1990 dai Seattle Seahawks. Vi giocò per una sola stagione facendo registrare un intercetto in 8 presenze. Chiuse la breve carriera professionistica facendo parte per due stagioni dei Miami Dolphins, giocando 5 partite il primo anno e nessuna il secondo.